# Dia Toutinji
 (juillet 2017).
Dia Toutinji est une athlète syrienne née le 3 mai 1960. Elle représente son pays aux Jeux olympiques de 1980 à Moscou, où elle participe aux compétitions de saut en hauteur.

## Biographie
Dia Toutinji est la seule femme, avec la coureuse de 400 mètres et 800 mètres Hala El-Moughrabi (en), à figurer dans la délégation syrienne lors des Jeux olympiques de 1980 à Moscou, délégation qui comprend 67 sportifs. Lors des qualifications du saut en hauteur, elle ne parvient pas à franchir la première barre de qualification.